# Jim Adkins
Pour les articles homonymes, voir Adkins.
Jim Adkins, est né le 10 novembre 1975 à Mesa (Arizona). Il est le chanteur du groupe Jimmy Eat World et y joue également de la guitare depuis 1993 avec trois de ses amis.
Depuis 2009 Jim joue sur une guitare signature réalisée par Fender selon ses spécifications : la Jim Adkins JA-90 Telecaster Thinline.